# Посёлок Центрального отделения совхоза «Маяк»
Посёлок Центра́льного отделе́ния совхо́за «Мая́к» в Касимовском районе Рязанской области. Входит в состав Елатомского городского поселения.

## Географическое положение
Посёлок Центрального отделения совхоза «Маяк» расположен на озере Ореховом (старица Оки на её правом берегу) примерно в 28 км к востоку от центра города Касимова. Ближайшие населённые пункты — посёлок Марсевский к северу, и посёлок Елатьма к западу.

## История
Посёлок Центрального отделения совхоза «Маяк» основан в конце 20-х, начале 30-х годов XX века при создании совхоза «Маяк» (существовал до 90-х годов XX века, потом преобразован в ТОО «Маяк»).
До 2006 г. посёлок являлся административным центром Зареченского сельского округа.

## Население
| 2010 | 2023 |
| ---- | ---- |
| 68   | ↘58  |

## Транспорт и связь
Посёлок соединен с райцентром автомобильной дорогой. Сообщение через Оку летом осуществляется с помощью паромной переправы у поселка Елатьма, а зимой по льду. Возможна также переправа на лодках, связанная с большой опасностью. С расположенным восточнее Ермишинским районом посёлок связывают только труднопроходимые грунтовые дороги.
Посёлок обслуживает сельское отделение почтовой связи Совхоз Маяк (индекс 391352).

## Достопримечательности
Фоторепортаж из совхоза Маяк. 